# Alstom Aptis
De Alstom Aptis of NTL Aptis is een low floor-autobus, geïntroduceerd in 2017 door de Franse fabrikant NTL en geproduceerd vanaf 2019 door de Franse fabrikant Alstom. Door tegenvallende verkoop werd in mei 2021 bekend gemaakt dat Alstom eind 2021 de productie zal staken. In totaal waren er 87 bussen besteld sinds 2018.

## Inzet
In Nederland werd de bus getest in 2018 bij Qbuzz in Utrecht op de stadsdienst en bij RET in Rotterdam op de stadsdienst.. In België reed de bus op proef bij De Lijn in Leuven. De meeste bussen zijn in dienst gekomen bij Franse vervoersbedrijven. De meeste bussen zijn anno 2025 uit dienst.
| Bedrijf          | Serie       | Aantal    | Inzet       | Opmerking     |           |
| Frankrijk        | Frankrijk   | Frankrijk | Frankrijk   | Frankrijk     | Frankrijk |
| ---------------- | ----------- | --------- | ----------- | ------------- | --------- |
| CTS              | 813 - 824   | 12        | Straatsburg | Buiten dienst |           |
| RATP             | 7358 - 7507 | 50        | Parijs      |               |           |
| TAG              | 571 - 577   | 7         | Grenoble    |               |           |
| Transdev Océcars | 451 - 454   | 4         | Bobigny     |               |           |